# 亨利·迈尔斯·海德门

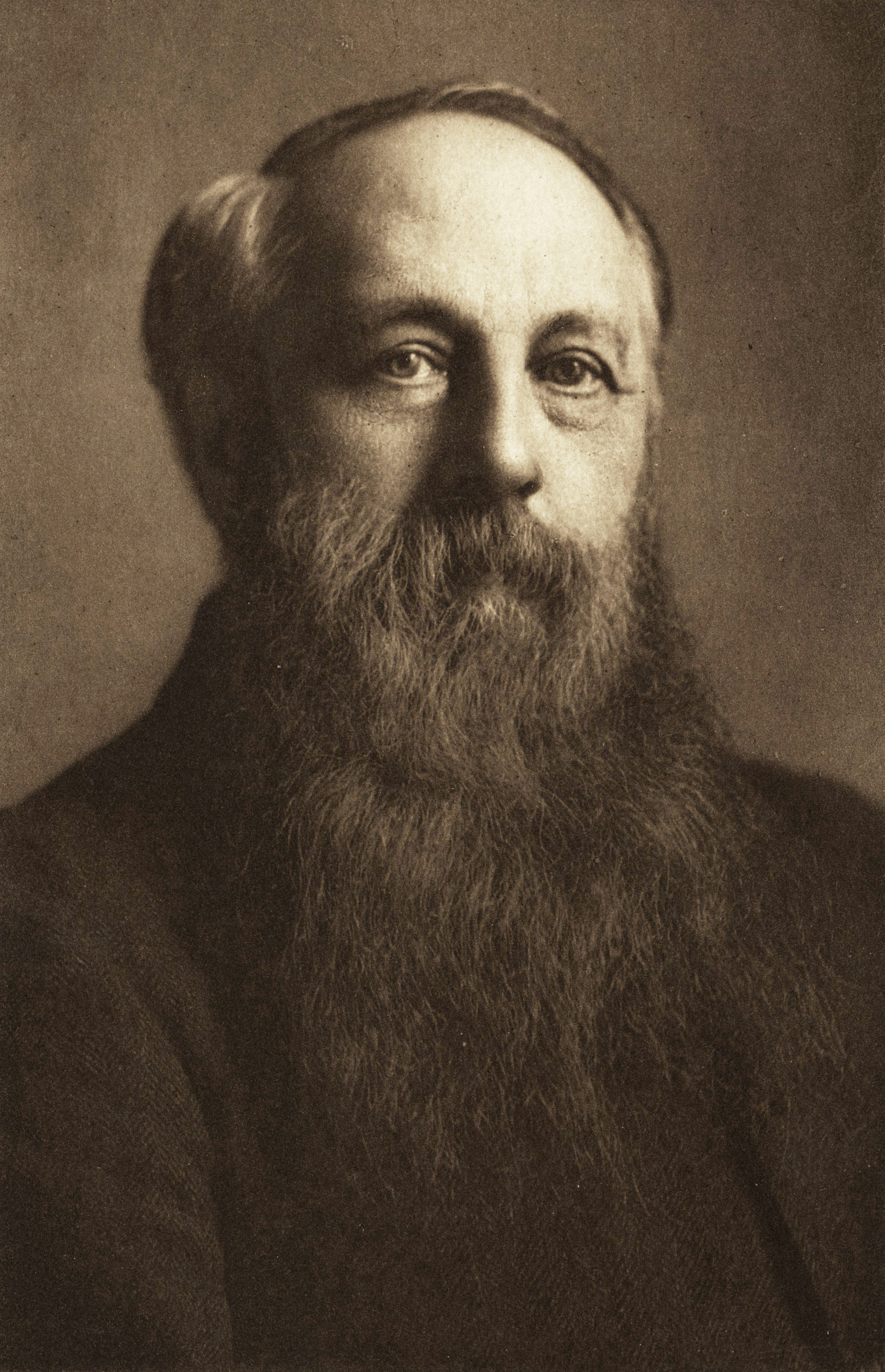
亨利·迈尔斯·海德门

亨利·迈尔斯·海德门（英語：Henry Mayers Hyndman；1842年3月7日—1921年11月20日）是一名英国作家和政治家，英国第一批马克思主义者，改良主义者，社会主义运动右翼领袖。他对同时代英国的其他社会主义者有很大影响。他是英国社会民主联盟等政党的创始人。

## 早年
亨利·迈尔斯·海德门1842年3月7日生于英国伦敦，是一个富商的儿子。在家里接受教育后，他进入了剑桥大学三一学院。1865年从该学院毕业后攻读法律两年，然后决定投身记者事业。1866年海德门作为报章记者上前线报道了意大利第三次独立战争，被战场上的现实吓坏了。他与意大利民族主义领袖们会面过并同情他们的事业。
1869年海德门环游世界，到过美国、澳洲和一些欧洲国家，在报章上撰文赞扬英帝国主义的贡献并批评那些争取爱尔兰地方自治的人。

## 政治生涯
1881年海德门与几个激进分子创办民主联盟，是英国第一个社会主义政党。后来加入这个党的人包括威廉·莫里斯、爱琳娜·马克思（马克思的小女儿）、贝尔福特·巴克斯等人。但是，马克思的伙伴恩格斯拒绝支持海德门。
海德门在1881年为为第一次联盟会议所写的《英国是全体英国人民的英国》，是30年代罗伯特·欧文的改革运动衰落后英国的第一部阐述社会主义的论著。这本书虽然非常成功，但因为内容中使用马克思的研究成果却并未提及马克思的名字使马恩两人不满 （页面存档备份，存于）。
1884年，将民主联盟改组为社会民主联盟。但是不久后，莫里斯、巴克斯、爱琳娜等人在恩格斯的帮助下与其决裂，另组社会主义联盟。
1880年代，海德门是爱尔兰土地同盟的重要成员。他参与了1887年在伦敦的血腥星期日示威并被审判，后无罪释放。
1896年，担任第二国际第四次代表大会（即第二国际伦敦代表大会）主席。
1911年，海德门建立不列颠社会党。
由于海德门在第一次世界大战中支持英国参战使社会党很多党员不满，党内的反战派在1916年成功夺取了党的领导权。海德门于是带领支持战争的党内右派脱离该党，另组国家社会党。不列颠社会党后来成为大不列颠共产党的前身，而国家社会党最后并入工党。

## 著作
《十九世纪的商业危机》（1892）